# Providentissimus Deus
Providentissimus Deus, Sur l'Étude des Saintes Écritures, est une encyclique publiée par le pape Léon XIII le 18 novembre 1893. C'est la première fois qu'un pape traite de la Bible, des études bibliques et de l'exégèse.

## Contenu
Dans l'encyclique Léon XIII passe en revue l'histoire des études bibliques depuis les Pères de l'Église jusqu'à l'époque contemporaine, condamne les erreurs du rationalisme et de la critique radicale, expose les principes de l'étude des Saintes Écritures et donne des instructions sur la manière de les enseigner dans les séminaires. Il aborde aussi le problème des contradictions apparentes entre la Bible et la science physique, ou entre telle partie des Saintes Écritures et telle autre et montre comment de telles contradictions apparentes pouvaient être résolues.
Providentissimus Deus répondait à deux défis à l'autorité de la Bible, qui avaient surgi au cours du XIXe siècle. Les sciences, surtout la théorie de l'évolution et celle sur la très grande ancienneté de la Terre mettaient en question les calculs bibliques traditionnels sur la datation de la création qui aurait eu lieu voici 6000 ans environ.
Léon XIII écrit que la science véritable ne peut pas contredire les Saintes Écritures quand celles-ci sont expliquées correctement, que les erreurs des Pères de l'Église ne sont pas une preuve d'erreur scripturaire. De plus ce qui semble être prouvé par la science peut se révéler faux. La méthode critico-historique pour étudier les Saintes Écritures posait la question de l'intégrité de la Bible. Léon XIII admet la possibilité d'erreurs dues aux scribes qui ont transmis le texte, mais il condamne l'interprétation selon laquelle une partie seulement des Saintes Écritures sont inerrantes, tandis que d'autres éléments seraient sujets à l'erreur.

## Sources
- (en) Cet article est partiellement ou en totalité issu de l’article de Wikipédia en anglais intitulé « Providentissimus Deus » (voir la liste des auteurs).